# Яралиев, Имам Музамудинович
Имам Музамудинович Яралиев (род. 2 января 1956, Юхари-Стал, Сулейман-Стальский район, Дагестанская АССР, СССР) — общественный и политический деятель Дагестана, прокурор Республики Дагестан в 1995 — 2006 годах.
Глава муниципального образования «город Дербент» (2010—2015). Прокурор Дагестана (1995—2006). Депутат Народного Собрания РД (1995—1999). Член Государственного Совета РД (1998—2002). По национальности — лезгин.
Имам Яралиев активно участвовал в конституционном оформлении современного Дагестана, внёс большой вклад в реформирование правоохранительных органов Республики Дагестан.

## Биография
После окончания в 1974 году Касумкентской средней школы 17-летний Имам Яралиев попытался поступить в ДГУ, но провалился. Затем он год работал рабочим совхоза «Калининский» Сулейман-Стальского района. В 1975 г. поступил и 1980 г. окончил с красным дипломом (Ленинский стипендиат) юридический факультет Дагестанского государственного университета.

## Карьера

### Прокурорская деятельность
С 1981 по 2006 год работал в системе правоохранительных органов, прошел все ступени от стажера-помощника до прокурора Республики.
В 1981—1984 годах — стажер-помощник, затем помощник прокурора Ботлихского района, следователь прокуратуры Ленинского района Махачкалы.
В 1982—1984 годах — прокурор Следственного управления прокуратуры Республики Дагестан.
В 1986—1992 годах — прокурор Дербентского района.
С 1992 по 1995 год — первый заместитель прокурора Республики Дагестан.
Приказом Генерального прокурора Российской Федерации от 12 октября 1995 года назначен прокурором Республики Дагестан.

### Отставка
Приказом Генерального прокурора РФ от 11 июля 2006 года Имам Яралиев был отправлен в отставку. Его преемником стал Игорь Викторович Ткачёв.

### Деятельность после отставки
14 декабря 2007 года на сессии депутаты районного собрания единогласным решением избрали Яралиева главой Сулейман-Стальского района. В этой должности он проработал до апреля 2010 года. 11 октября 2009 года Яралиев первый раз участвовал на выборах в качестве кандидата на пост мэра Дербента, однако занял 2-е место, набрав около 27,7% голосов избирателей (его главный оппонент — действующий глава Феликс Казиахмедов набрал 67,5%). Однако Дербентский городской суд результаты выборов признал недействительными, так как 13 избирательных участков из 36 в день голосования не были открыты. 23 декабря 2009 года решением Верховного суда Дагестана было оставлено в силе решение городского суда Дербента о признании недействительными итогов выборов мэра города. После отмены результатов выборов 9 апреля 2010 года Феликс Казиахмедов подал в отставку. Исполняющим обязанности главы города стал Имам Яралиев, который 8 апреля 2010 года был назначен первым заместителем мэра. 14 декабря 2010 года на выборах мэра Дербента он, выдвинутый партией «Единая Россия», одержал убедительную победу, набрав 96,63% голосов.

## Награды
- Имам Яралиев почетный работник прокуратуры Российской Федерации (1994), заслуженный юрист Российской Федерации (1997), государственный советник юстиции второго класса. Награждён орденом Почета (1999), именным оружием (1999), золотой Медалью Анатолия Кони — высшей ведомственной медалью Министерства юстиции Российской Федерации.
- Орден Почёта Республики Дагестан III степени (2024)[9].

## Праздник Шарвили
С 2000 года И. М. Яралиев председатель оргкомитета по подготовке и проведению праздника, посвящённого лезгинскому народному героическому эпосу «Шарвили», инициатор выхода в свет полного текста эпоса «Шарвили» на русском и лезгинском языках.

## Судебные иски Яралиева
Яралиев в 2006 году подал в суд на пять газет: «Новая газета» (за статью «Прокурор Дагестана устал работать на богатого дядю» журналиста Вячеслава Измайлова, № 70 от 22 сентября 2005 года), «Дагестанцы» , «Республика», «Новое дело» (за статью «Уволен по собственному желанию» журналиста Тимура Джафарова за №28 от 28 июня 2006 года) и «Молодёжь Дагестана»  (за статью «Яралиева «ушли» журналиста Гаджи Абашилова за №28 от 21 июля 2006 года), которые освещали его отставку.
- 4 апреля 2006 года Басманный районный суд Москвы частично удовлетворил иск к «Новой газете» и обязал возместить моральный вред в размере 10 тыс. рублей[14][15][16].
- 9 ноября 2006 года Советский районный суд Махачкалы частично удовлетворил иск к «Новому делу» и обязал возместить моральный вред в размере 5 тыс. рублей[17][18].
- 20 октября 2006 года в Ленинском районном суде Махачкалы должно было состояться рассмотрение иска к «Свободной республике»[12].
- Иск к «Дагестанцам» Ленинским районным судом Махачкалы оставлен без удовлетворения[12].
- В деле против «Молодёжи Дагестана» по состоянию на 19 октября 2006 года был объявлен перерыв[12].